# Flugplatz Magdeburg/City

i7
i11
i13
Der Flugplatz Magdeburg/City (ICAO-Code: EDBM) ist ein Verkehrslandeplatz im Magdeburger Stadtteil Beyendorfer Grund.

## Geschichte

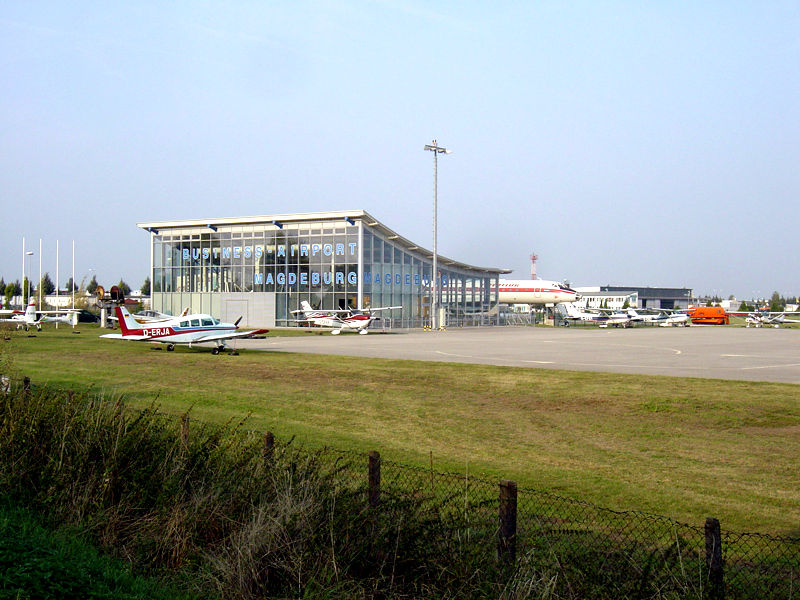
Terminalgebäude

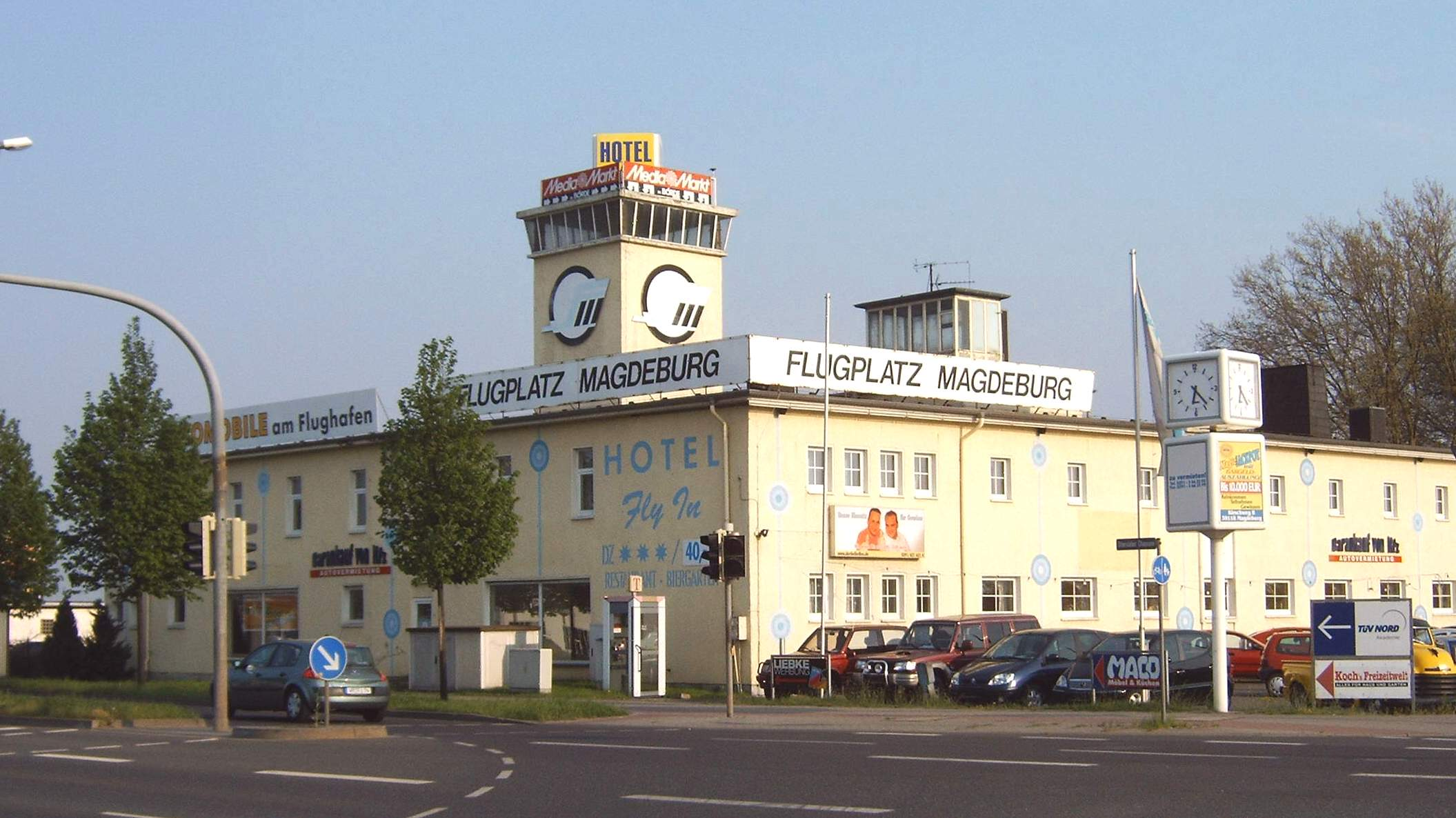
Flugplatz Magdeburg – altes Verwaltungsgebäude

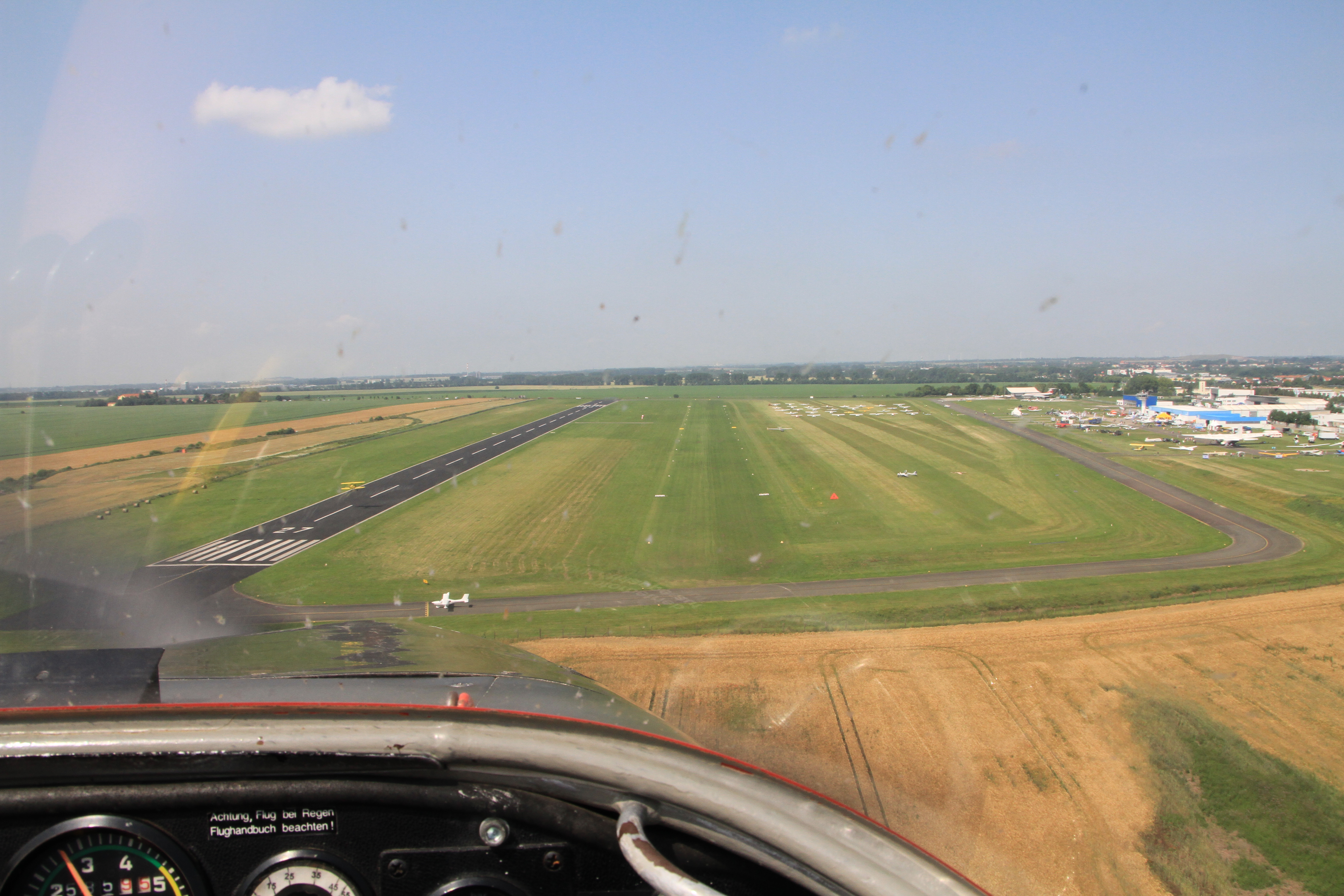
Anflug auf Flugplatz Magdeburg

Der erste Flugplatz Magdeburgs befand sich auf dem Cracauer Anger, wo auch Hans Grade am 28. Oktober 1908 den ersten Motorflug Deutschlands unternahm. Ab 1929 bestand der Flugplatz Ost an der Berliner Chaussee, der aber 1934 an die Luftwaffe abgegeben werden musste.
Als neuer Flugplatz für den zivilen Luftverkehr wurde am 4. Januar 1936 der heutige Flugplatz als Verkehrslandeplatz Magdeburg Süd an der Leipziger Chaussee eröffnet. Der regelmäßige Flugverkehr begann am 5. April 1936. Von Anfang an wirkte sich nachteilig aus, dass der neue Flugplatz im Dreieck der bereits eingeführten Flugplätze Berlin, Leipzig und Hannover lag. Bedient wurden die Strecken Hannover-Halle-Leipzig und Hamburg-Erfurt-Nürnberg mit direktem Anschluss nach München. Es bestand ein Zubringerdienst jeweils 30 Minuten vor Start ab dem Hotel „Stadt Magdeburg“ in der Nähe des Hauptbahnhofes. Im Winterflugverkehr wurde Magdeburg nicht angeflogen.
Während des II. Weltkrieges wurde der Flugverkehr eingestellt. Nach 1945 wurde der Flugplatz von der sowjetischen Armee genutzt. Ab 1951 waren wieder Segelflieger am Platz vertreten, ab 1952 unter dem Dach der Gesellschaft für Sport und Technik. Etwa 1953/54 wurde der Platz an die Stadt zurückgegeben. Ab 1957 war der Flugplatz Magdeburg neben Anklam, Kyritz, Flughafen Berlin-Schönefeld und Leipzig‑Mockau einer der Stützpunkte des Agrarflugs der Interflug.
Im Jahr 1968 fand auf dem Flugplatz die Weltmeisterschaft im Motorkunstflug statt.
Im Juli 1991 wurde der Flugplatz von der die Flughafen Magdeburg GmbH, einer 100%igen Tochtergesellschaft der Stadt Magdeburg übernommen. Im Jahr 1993 wurde die befestigte Start- und Landebahn einschließlich Zu- und Abrollwege in Betrieb genommen. In der nachfolgenden Zeit wurden erhebliche Investitionen in die Infrastruktur wie Tower, Hangars, Instrumenten-Anflugverfahren getätigt. Für den geplanten Linien- und Charterflugbetrieb wurde 1999 ein Terminal errichtet. Da keine Linienflüge stattfanden und Charterflüge nur sporadisch, blieb das Terminal weitgehend ungenutzt und wurde später von Busreiseunternehmen genutzt. Heute (Dezember 2022) beherbergt es ein Restaurant.
Im Jahr 2001 wurde die Verlängerung der in west-östlicher Richtung verlaufenden Landebahn auf 1800 m beschlossen. Der Beschluss war jedoch zuvor und auch später – wie bei vielen Flugplätzen – heftig umstritten. Während die Ratsfraktionen von Bündnis 90/Die Grünen und PDS sowie Teile der SPD und eine Bürgerinitiative gegen den Ausbau argumentierten, sprachen sich die CDU und Teile der SPD dafür aus. Die Ausbaugegner verwiesen auf den bereits ausgebauten 40 km entfernten aber praktisch ungenutzten Flughafen Magdeburg-Cochstedt.
Aufgrund fehlender Finanzen ruhen die Ausbaupläne seit 2005. Das ursprünglich durchgeführte Planfeststellungsverfahren ist durch den Ankauf verschiedener Grundstücksflächen für den Ausbau und erfolgtem Maßnahmebeginn weiterhin wirksam, so die Ausbaubefürworter. Der Bürgerinitiative wiederum liegt schon seit Jahren ein (Kurz-)Gutachten vor, dass aufgrund keiner substanziellen Baumaßnahmen der Planfeststellungsbeschluss hinfällig sein dürfte. Eine endgültige Klärung über die Gültigkeit des Planfeststellungsbeschlusses wäre dann nur durch ein übergeordnetes Gerichtsverfahren zu erwirken.
Ende Februar 2007 hat Oberbürgermeister Lutz Trümper vorgeschlagen, den Flugplatz zu schließen. Grund ist, dass die Stadt Magdeburg Haushaltsprobleme hat. Trümper wünschte sich, dass die Mitarbeiter des Flugplatzes Magdeburg vom Flughafen Cochstedt übernommen werden. Das Land lehnte eine Übernahme jedoch ab. Der Stadtrat hatte daraufhin im September 2007 beschlossen, den Flugplatz zu erhalten.
Mit Wirkung zum 1. Januar 2009 wurde der Betrieb des Flugplatzes für zunächst 10 Jahre von der städtischen Flughafen Magdeburg GmbH an die private FMB Flugplatz Magdeburg Betriebsgesellschaft mbH verpachtet.

## Fluggesellschaften und Ziele
Es gibt weder Charter- noch Linienflüge. Die Landebahn ist für einige der hierfür in Frage kommenden Jets zu kurz. Der Flugplatz wird vor allem von Luftsportlern (Segelflieger, Fallschirmspringer), Ultraleichtfliegern und Privatfliegern sowie für Rundflüge genutzt.

## Anfahrt
Der Flugplatz liegt 5 km südlich der Stadtmitte nahe der A 14, Ausfahrt Magdeburg-Reform. Er ist vom Stadtzentrum mit der Straßenbahnlinie 9 (Nachtbus N3) in Richtung Reform an der Haltestelle Flugplatz/Technisches Hilfswerk zu erreichen.

## Sonstiges

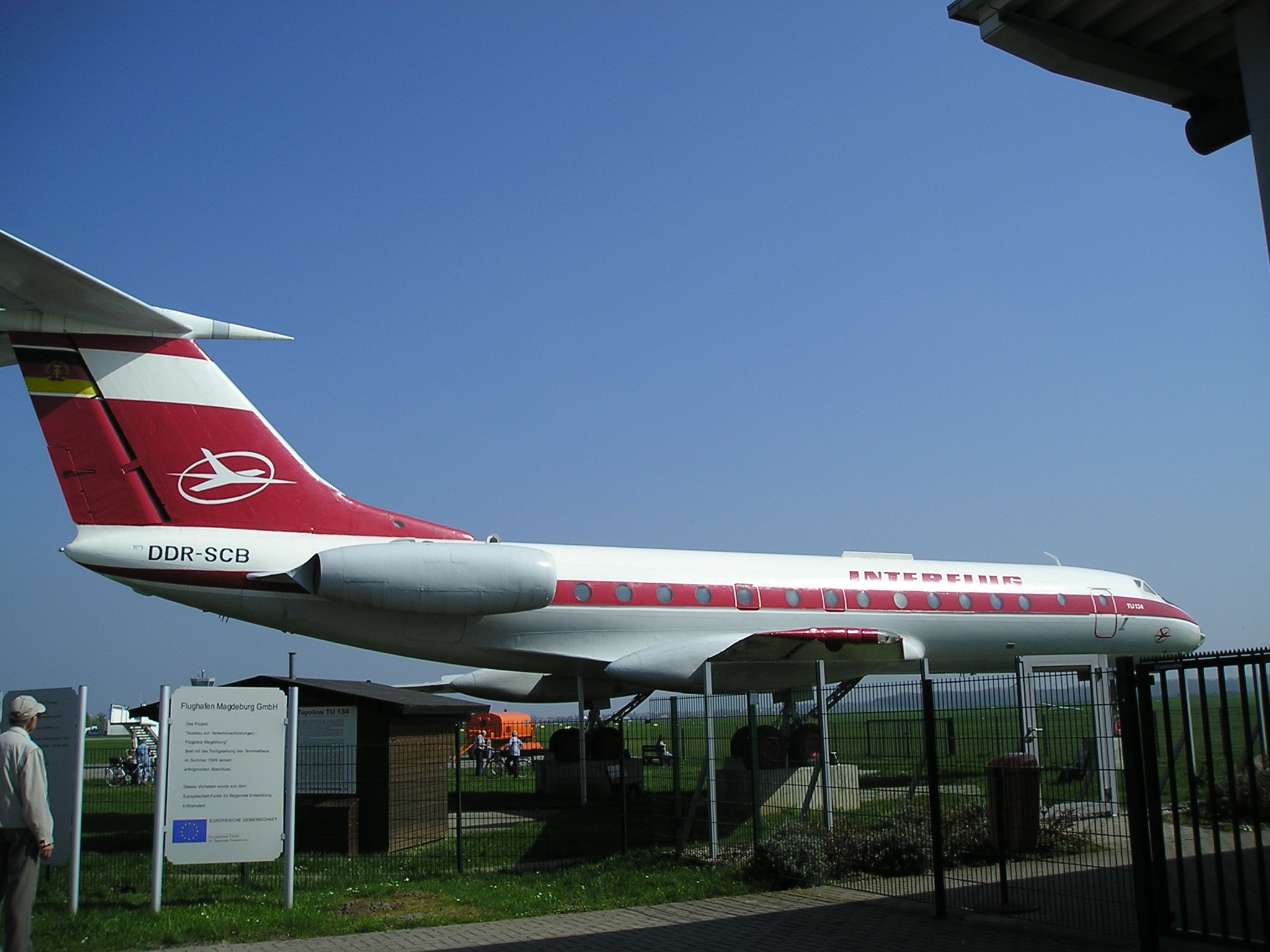
Tu-134 DDR-SCB der Interflug auf dem Flugplatz Magdeburg

In der Nähe des Terminals ist die Tu-134 DDR-SCB der Interflug ausgestellt.

## Zwischenfälle
Am 27. März 2019 musste eine Bell-Boeing V-22 der US Air Force wegen Motorschadens auf dem Flugplatz notlanden. Die Osprey war auf dem Weg von ihrem britischen Stützpunkt zu einem NATO-Manöver in Polen. Nach erfolgter Reparatur, für die u. a. ein neues Triebwerk mit einer Lockheed C-130 eingeflogen wurde, konnte die Maschine wieder starten.